# 31. јануар
31. јануар је тридесет први дан у години у Грегоријанском календару. 334 дана (335 у преступним годинама) остаје у години после овог дана.

## Догађаји
- 1747 — Отворена је Лондонска болница Лок, прва клиника у свету за венеричне болести.
- 1808 — Огист Мармон је прогласио анексију Дубровачке републике, чиме је она престала да постоји.
- 1859 — Завршена је Светоандрејска скупштина која је започела са радом 30. новембра 1858. године. Под притиском опозиције и то уставобранитеља и групе либерала, одузет је мандат кнезу Александру Карађорђевићу и предат је кнезу Милошу Обреновићу, те је на тај начин отпочела његова друга владавина.
- 1865 — Амерички Конгрес је усвојио Тринаести амандман на Устав САД, којим је укинуто ропство и послао га парламентима савезних држава на ратификацију.
- 1878 — Ослобођење Врања у Другом српско-турском рату извршено је под командом генерала Јована Белимарковића. Значајан допринос дао је и тада млади потпоручник, а касније славни војвода Степа Степановић .
- 1917 — Немачка је у Првом светском рату објавила „тотални рат на мору“ у намери да неограниченим подморничким ратом принуди Велику Британију на капитулацију. Торпедовање америчких бродова нагнало је дотад неутралне САД да уђу у рат против Централних сила.
- 1930 — Отворена је Лондонска поморска конференција, која је завршена 22. априла споразумом Велике Британије, САД, Француске, Италије и Јапана о регулисању подморничког ратовања.
- 1946 — Усвојен је први устав социјалистичке Југославије, којим је она успостављена као федерација шест република.
- 1950 — Председник САД Хари Труман објавио је да је наложио производњу хидрогенске бомбе.
- 1958 — Први амерички вештачки сателит „Експлорер 1“ лансиран је из базе Кејп Канаверал, на Флориди.
- 1962 — На иницијативу САД, на скупу одржаном у Уругвају, Куба је искључена из Организације америчких држава и донета је резолуција о забрани трговине с њом.
- 1964 — Ка Месецу је лансирана совјетска аутоматска станица „Луна 9“, која се три дана касније меко спустила и емитовала прве ТВ снимке површине Мецеса.
- 1966 — Основан фудбалски клуб ФК Енерги Котбус из истоименог немачког града.
- 1971 —
  - Између Источног и Западног Берлина успостављен је ограничени телефонски саобраћај, први пут после 19 година.
  - У Белгрејд театру у Енглеском граду Ковентрију, комичарска група "Летећи циркус Монтија Пајтона" је први пут имала наступ на позоришној бини.
- 1990 — У Москви је отворен амерички ресторан „брзе хране“ „Мекдоналдс“.
- 1996 — Специјални изасланик генералног секретара УН за људска права Елизабет Рен саопштила је да у Босни има око 200 до 300 масовних гробница и да су за злочине током рата у БиХ, поред Срба одговорни и босански Хрвати и Муслимани.
- 1997 — У сукобу наоружаних Албанаца и припадника српске полиције код Вучитрна на Косову убијена су три Албанца и рањена три припадника МУП Србије.
- 1998 — Скупштина Републике Српске на заседању у Бањој Луци одлучила је да се седиште владе Републике Српске са Пала премести у Бању Луку.
- 2001 — Након деветомесечног суђења шкотски суд осудио је на доживотну робију Либијца Абдел Басет ал Меграха (49) због подметања бомбе у авион Пан Ам-а, који се у децембру 1988. срушио изнад шкотског града Локербија и усмрти 270 људи. Његов саучесник Амин Калифа Фахим ослобођен је оптужби.
- 2002 — На другом Антиглобалистичком социјалном форуму у Порто Алегреу у Бразилу усвојена је декларација у једанаест тачака о праведнијем светском поретку.
- 2002 — Ирска католичка црква пристала је да плати одштету од 110 милиона долара људима који су детињство провели у црквеним сиротиштима, где су их свештена лица сексуално злостављала. За сада је тужбе поднело 3.500 људи који су живели у таквим црквеним институцијама.
- 2006 —
  - Веће Европске уније у Бриселу именовало Кристијана Шварц-Шилинга за специјалног представника Европске уније за Босну и Херцеговину
  - Криза између Данске и арапских земаља се наставља због објављених 12 цртежа Мухамеда.
  - Америчка Академија филмских уметности и наука објавила номинације за овогодишњег Оскара .
- 2020 — Уједињено Краљевство и Гибралтар су се формално повукли из Европске уније.

## Рођења
- 1543 — Токугава Ијејасу, оснивач и први шогун династије Токугава која је владала Јапаном. (прем. 1616)[1]
- 1769 — Андре-Жак Гарнерен, француски проналазач падобрана од некрутих материјала. (прем. 1823)[2]
- 1797 — Франц Шуберт, аустријски композитор. (прем. 1828)[3]
- 1819 — Васа Живковић, српски песник и свештеник. (прем. 1891)[4]
- 1841 — Лаза Костић, зачетник модерне српске поезије. (прем. 1910)[5]
- 1865 — Патријарх московски Тихон, био је патријарх московски и све Русије одмах након завршетка Октобарске револуције. (прем. 1925)[6]
- 1868 — Теодор Вилијам Ричардс, први је амерички добитник Нобелове награде за хемију 1914. године. (прем. 1928)[7]
- 1872 — Јане Сандански, македонски револуционар. (прем. 1915)
- 1881 — Ирвинг Лангмјур, амерички физикохемичар, добитник Нобелове награде за хемију 1932. године. (прем. 1957)[8]
- 1883 — Емил Војт, некадашњи атлетичар Уједињеног Краљевства, био је први, последњи и једини олимпијски победник у дисциплини трчања на 5 миља, која је постојала само на Олимпијским играма 1908 године у Лондону. (прем. 1978)[9]
- 1884 — Теодор Хојс, први председник Западне Немачке после Другог светског рата, 1949 - 1959. године. (прем. 1963)[10]
- 1902 — Талула Банкхед, америчка глумица. (прем. 1968)[11]
- 1906 — Бранко Шотра, српски сликар. (прем. 1960)[12]
- 1911 — Видовита Ванга, бугарска пророчица. (прем. 1996)
- 1914 — Епископ Варнава Настић (световно име Војислав Настић), био је епископ СПЦ. (прем. 1964)[13]
- 1915 — Марко Фотез, позоришни редитељ, театролог и књижевник. (прем. 1976)[14]
- 1922 — Џоан Дру, америчка глумица. (прем. 1996)[15]
- 1928 — Душан Џамоња, југословенски вајар, члан САНУ. (прем. 2009)[16]
- 1929 — Џин Симонс, америчко-енглеска глумица. (прем. 2010)[17]
- 1929 — Рудолф Месбауер, немачки физичар, добитник Нобелове награде за физику (1961). (прем. 2011)[18]
- 1932 — Томислав Калоперовић, српски фудбалер и фудбалски тренер. (прем. 2002)[19]
- 1933 — Бернардо Провенцано, италијански члан мафије и први човек Коза ностре до 2006. године када је ухапшен. (прем. 2016)
- 1935 — Кензабуро Ое, јапански књижевник, добитник Нобелове награде за књижевност. (прем. 2023)[20]
- 1937 — Филип Глас, амерички композитор класичне музике.[21][22]
- 1937 — Иван Клајн, српски академик и филолог. (прем. 2021)[23]
- 1938 — Беатрикс од Холандије, некадашња холандска краљица.[24]
- 1943 — Шпела Розин, словеначка глумица.[25]
- 1947 — Џонатан Бенкс, амерички глумац.
- 1948 — Феђа Стојановић, српски глумац. (прем. 2021)[26]
- 1949 — Кен Вилбер, амерички интегрални филозоф.[27]
- 1955 — Вирђинија Рузич, румунска тенисерка.[28]
- 1956 — Стефан Мајевски, пољски фудбалер и фудбалски тренер.[29]
- 1960 — Жељко Штурановић, црногорски политичар. (прем. 2014)
- 1964 — Џеф Ханеман, амерички музичар, најпознатији као суоснивач и гитариста групе Slayer. (прем. 2013)[30]
- 1965 — Влада Стошић, српски фудбалер.[31]
- 1966 — Декстер Флечер, енглески глумац, редитељ и сценариста.[32]
- 1966 — Јирки Јухани Јервилехто, фински аутомобилиста, возач Формуле 1.[33]
- 1970 — Мини Драјвер, енглеско-америчка глумица и музичарка.[34]
- 1971 — Патрисија Веласкез, венецуеланска глумица и модел.[35]
- 1973 — Порша де Роси, аустралијско-америчка глумица и модел.[36]
- 1976 — Трајанос Делас, грчки фудбалер и фудбалски тренер.[37]
- 1976 — Тајрон Незби, амерички кошаркаш.[38]
- 1977 — Кери Вошингтон, америчка глумица.[39]
- 1979 — Милан Васић, српски позоришни, телевизијски и филмски глумац.[40]
- 1981 — Џастин Тимберлејк, амерички музичар, музички продуцент и глумац.[41]
- 1982 — Елена Папаризу, грчка певачица.[42]
- 1982 — Марет Ани, естонска тенисерка.[43]
- 1983 — Фабио Кваљарела, италијански фудбалер.[44]
- 1984 — Џереми Воринер, амерички атлетичар.[45]
- 1985 — Каломира, грчко-америчка певачица и модел.[46]
- 1985 — Новак Мартиновић, српски фудбалер.[47]
- 1989 — Џоана Аткинс, америчка атлетичарка.[48]
- 1989 — Наталија Дуко, чилеанска атлетичарка.[49]
- 1990 — Николас Лапровитола, аргентинско-италијански кошаркаш.[50]
- 1997 — Донте Дивинћенцо, амерички кошаркаш.[51]

## Смрти
- 1418 — Мирча I Старији, био је један од најважнијих кнежева Влашке. (рођ. 1355)
- 1606 — Гај Фокс, енглески војник и завереник.[52]
- 1729 — Јакоб Рогевен, холандски истраживач. (рођ. 1659)[53]
- 1828 — Александрос Ипсилантис, вођа грчког отпора против Османског царства. (рођ. 1792)[54]
- 1898 — Велимир Михаило Теодоровић, ванбрачни син кнеза Михаила и Марије Бергхаус. (рођ. 1849)[55]
- 1933 — Џон Голсворди, енглески романописац и драматург. Добитник је Нобелове награде за књижевност 1932. године. (рођ. 1867)[56]
- 1933 — Алфредо Салафија професор хемије са Сицилије, стручњак за балсамовање и препарирање животиња. (рођ. 1867)[57]
- 1943 — Малчи Белич југословенски народни херој из Словеније. (рођ. 1908)[58]
- 1956 — Александер Милн, енглески писац.  (рођ. 1882)[59]
- 1962 — Петар (Пјер) Крижанић, југословенски карикатуриста, писац и есејиста. (рођ. 1890)
- 1966 — Драгиша Недовић, српски композитор, музичар и текстописац народне музике. (рођ. 1916)[60]
- 1972 — Хана Машкова, чехословачка клизачица у уметничком клизању. (рођ. 1949)
- 1974 — Семјуел Голдвин, амерички филмски продуцент, један од оснивача компаније ”Метро-Голдвин-Мајер”. (рођ. 1882)[61]
- 1988 — Недељко Гвозденовић, сликар, професор Академије ликовних уметности у Београду, академик. (рођ. 1902)[62]
- 1991 — Џон Бардин, амерички научник, добитник две Нобелове награде за физику, 1956. и 1972. године. (рођ. 1908)[63]
- 1994 — Томанија Ђуричко, српска глумица. (рођ. 1914)[64]
- 1996 —
  - Мартин Јонаш, сликар-наивац, оснивач прве сеоске галерије слика у Ковачици. (рођ. 1924)[65]
  - Драган-Бата Огњеновић, каратиста, репрезентативац, професионални првак Европе у фул-контакту и првак света у кик-боксу. (рођ. 1958)[66]
- 1997 — Света Лукић, књижевник и књижевни критичар, уредник ТВ Београд. (рођ. 1931)[67]
- 1999 — Бариш Манчо, турски рок певач. (рођ. 1943)[68]
- 2001 — Гордон Руперт Диксон, канадски писац научне фантастике. (рођ. 1923)[69]
- 2009 — Ингемар Јохансон, шведски боксер, професионални првак света у тешкој категорији. (рођ. 1932)
- 2014 — Миклош Јанчо, мађарски филмски редитељ и сценариста. (рођ. 1921)[70]

## Празници и дани сећања
- Српска православна црква слави:
  - Светог Атанасија Великог - архиепископ александријски
  - Светог Максима - архиепископ Влахозапланински
- 1918 — У Русији је 31. јануар био последњи дан рачунања времена према Јулијанском календару, а следећег дана датум је означен као 14. фебруар према Грегоријанском календару.
- 1946 — Југословенска Уставотворна скупштина донела је први Устав Федеративне Народне Републике Југославије, којим је дефинисано шест саставних република: Босна и Херцеговина, Македонија, Словенија, Србија, Хрватска и Црна Гора.
  - Национални дан без дуванског дима.